# 1930 год в истории метрополитена
В этой статье перечисляются основные  события из истории метрополитенов в 1930 году. Полужирным шрифтом выделены открытия новых транспортных систем.

## События
- 18 апреля — открыта станция «Янновицбрюкке» в составе участка «Хайнрих-Хайне-Штрассе» — «Гезундбруннен» линии U8 Берлинского метрополитена[1].
- 21 июля — перестроена станция «Омония» Афинского метрополитена (приобрела вид станции метро).
- 15 октября — станция «Гар д’Остерлиц» поменяла название с «Гар д’Орлеан» на «Гар д’Орлеан-Остерлиц»[2].
- 17 октября — открыты станции Линия B Метрополитена Буэнос-Айреса: «Кальяо», «Пастеур», «Карлос Гардель», «Медрано», «Анхель Гальярдо», «Малабия/Освальдо Пульезе», «Доррего», «Федерико Лакросе».
- 21 декабря — открыты станции «Нойкёльн» и «Гренцаллее» в составе участка «Карл-Маркс-Штрассе» — «Гренцаллее» линии U7 Берлинского метрополитена[3].
- Начато строительство вагонов метро типа CIII и CIV (разновидности вагона метро типа В) в Берлинском метрополитене[4].